# Atos da Bandeira (Estados Unidos)
Os Atos da Bandeira são três leis que procuraram definir o desenho da bandeira dos Estados Unidos. Depois delas, as alterações se deram por "Ordens Executivas" dos Presidentes em exercício.
Todas as sugestões enviadas foram notavelmente curtas, sendo a mais curta uma sentença de 31 palavras e a mais longa um título e duas sentenças de 117 palavras.

## Ato da Bandeira de 1777
O Ato da Bandeira de 1777 («Journals of the Continental Congress, 1774–1789, 8:464») Foi aprovado pelo Segundo Congresso Continental em 14 de junho de 1777, em resposta a uma petição feita por uma nação indígena americana em 3 de junho para "uma bandeira americana". Como resultado, 14 de junho agora é comemorado como o Dia da Bandeira nos Estados Unidos.

### Texto
Resolved, that the flag of the thirteen United States be thirteen stripes, alternate red and white; that the union be thirteen stars, white in a blue field, representing a new constellation.
"Resolveu, que a bandeira dos treze Estados Unidos seja treze listras, alternadas em vermelho e branco; que a união seja treze estrelas, brancas em um campo azul, representando uma nova constelação".

## Ato da Bandeira de 1794

A "Star-Spangled Banner" com 15 estrelas e 15 listras.

O Ato da Bandeira de 1794 (1 Stat. 341) foi sancionada pelo Presidente George Washington em 13 de janeiro de 1794. Alterou o desenho da bandeira para acomodar a admissão na União dos estados de Vermont e Kentucky. Previa quinze listras e quinze estrelas. Essa seria a única bandeira oficial dos Estados Unidos a não ter treze listras.

### Texto
An Act making an alteration in the Flag of the United States.
Be it enacted by the Senate and House of Representatives of the United States of America in Congress Assembled, That from and after the first day of May, Anno Domini, one thousand seven hundred and ninety-five, the flag of the United States, be fifteen stripes alternate red and white. That the Union be fifteen stars, white in a blue field.
"Um ato que faz uma alteração na bandeira dos Estados Unidos.
Seja promulgada pelo Senado e pela Câmara dos Representantes dos Estados Unidos da América em Congresso decidiram que: A partir de e após o primeiro dia de maio, "Anno Domini", mil setecentos e noventa e cinco, a bandeira dos Estados Unidos, seja quinze listras alternam vermelho e branco. Que a União seja quinze estrelas, brancas em um campo azul".

## Ato da Bandeira de 1818
O Ato da Bandeira de 1818 (3 Stat. 415) foi promulgado pelo Congresso em 4 de abril de 1818. Previa a regra moderna de ter treze listras horizontais e ter o número de estrelas correspondente ao número atual de estados. Também estabeleceu que alterações subsequentes no número de estrelas sejam feitas em 4 de julho, Dia da Independência.
Como resultado da falta de um Ato da Bandeira entre 1794 e 1818, não havia bandeiras oficiais dos EUA com dezesseis, dezessete, dezoito ou dezenove estrelas. Nenhuma lei de bandeira foi promulgada para acompanhar a admissão de novos estados na União durante esse período.

### Texto
An Act to establish the flag of the United States.
Be it enacted by the Senate and House of Representatives of the United States of America, in Congress Assembled, That from and after the fourth day of July next, the flag of the United States be thirteen horizontal stripes, alternate red and white. That the union be twenty stars, white in a blue field.
And be it further enacted, That on the admission of every new state into the Union, one star be added to the union of the flag; and that such addition shall take effect of the fourth day of July then next succeeding such admission.
"Um ato para estabelecer a bandeira dos Estados Unidos.
Seja promulgado pelo Senado e pela Câmara dos Representantes dos Estados Unidos da América, em Congresso decidiram que: A partir de e depois do quarto dia de julho seguinte, a bandeira dos Estados Unidos seja treze faixas horizontais, alternadas em vermelho e branco. Que a União seja vinte estrelas, brancas em um campo azul.
E seja ainda promulgado que, na admissão de cada novo estado na União, uma estrela seja adicionada à união da bandeira; e que tal acréscimo entre em vigor no quarto dia de julho depois dessa admissão".